# Tapinoma minimum
Tapinoma minimum este o specie de furnică din genul Tapinoma. Descrisă de Gustav Mayr în 1895, specia este endemică în Tanzania.